# Anna Simon
Anna Simon Marí (Mollet del Vallés, Barcelona; 9 de agosto de 1982) es una periodista y presentadora de televisión española conocida por haber participado en programas como Tonterías las justas, El hormiguero o Zapeando.

## Trayectoria profesional
Licenciada en periodismo, Anna Simon empezó con 22 años (el 17 de enero de 2005) presentando el programa Doble T en Teletaxi TV. Tras un breve paso por Antena 3 y Telecinco en programas de call TV, fichó por Cuatro como colaboradora de Estas no son las noticias. Después de terminar el programa, ha tenido diferentes experiencias televisivas en cadenas públicas como TVE en el programa Los mejores años de nuestra vida canción a canción presentado por Carlos Sobera, y en la autonómica TV3 como colaboradora del programa Divendres. En 2010 fichó por el programa Tonterías las justas de Cuatro, junto a Dani Martínez y Florentino Fernández, espacio que más tarde se convertiría en Otra movida tras su traslado a Neox.
También ha aparecido como invitada en programas como Atrapa un millón durante la semana de causas solidarias junto al complutense Jaime García, Dando la nota o ¡Ahora caigo! Antes de fichar por El hormiguero fue invitada a ese mismo programa, que aún se encontraba en Cuatro, acompañada por Dani Martínez y Florentino Fernández.
En el mes de julio de 2012, Anna Simon fue confirmada como concursante de la segunda edición del programa de Antena 3 Tu cara me suena, donde quedó en sexta posición. Más tarde, en septiembre de 2012, Simon fichó como colaboradora de El hormiguero, de Antena 3, donde colaboró desde 2012 hasta 2016 con secciones semanales: "Cosas cuquis", "Amores perros",  "Superoriginal".
En diciembre de 2012 Anna Simon fue confirmada como presentadora del programa humorístico Así nos va junto a su compañero Florentino Fernández, emitido desde el 18 de febrero de 2013 hasta el 28 de junio de 2013 en la sobremesa de La Sexta. En enero de 2013 Simon fichó como presentadora del programa Por arte de magia emitido en Antena 3, emitido desde septiembre hasta octubre de ese mismo año y fue retirado de la parrilla con tan sólo cuatro galas emitidas, debido a su baja audiencia. También en enero de ese año, Simon hizo un cameo en la serie de comedia de Antena 3 Fenómenos.
El 18 de marzo de 2013, Anna Simon fue la segunda mujer española en llegar al millón de seguidores en la red social Twitter, en la que superó a Cristina Pedroche. En julio de 2013 protagonizó la campaña de verano de los grandes almacenes El Corte Inglés. El 24 de septiembre de 2013, presentó junto a Arturo Valls la gala de la segunda edición de los Premios Neox Fan Awards emitida en el canal de la TDT Neox.
El 31 de diciembre de 2013, presentó junto a Carlos Sobera y con la colaboración de Mayra Gómez Kemp, Adiós 2013, adiós, programa especial emitido en Antena 3. Posteriormente dio las campanadas junto a Paula Vázquez, despidiendo el 2013 y dando la bienvenida al 2014. En junio de 2014, se anuncia su participación en la versión de niños del programa Tu cara me suena mini que emite Antena 3 en el que Anna ejerció de mentora. El programa se emitió desde septiembre hasta noviembre de 2014, donde Anna amadrinó a la pequeña Nayra Gomar, quedando en segunda posición. El 22 de junio de 2014 se anunció que sería la presentadora por segundo año consecutivo de los Neox Fan Awards en la tercera edición de los mismos, y que emite Neox, evento que presentó junto a sus posteriormente compañeros de Zapeando Cristina Pedroche y Miki Nadal.
En julio de 2014, ficha como colaboradora ocasional en el programa de las sobremesas de La Sexta Zapeando conduciendo la sección "El juego de la semAnna". En marzo de 2015 se anunció que Anna Simon sería colaboradora diaria de Zapeando, en un principio para sustituir la ausencia de su compañera Cristina Pedroche. En mayo de 2016 se anunció que la catalana sería la responsable de sustituir como presentadora del programa a Frank Blanco, labor que realizó durante dos semanas entre julio y agosto de 2016. El verano de 2017 volvió a ejercer el liderato de Zapeando, durante una semana en julio. En 2017, ganó una Antena de Plata por su colaboración en Zapeando.
El 31 de diciembre de 2014, dio las campanadas por segundo año consecutivo en Antena 3, junto a Carlos Sobera, despidiendo el 2014 y dando la bienvenida al 2015. El 11 de febrero de 2015, presentó la Gala de Carnaval de Santa Cruz de Tenerife en Nova. El 28 de octubre de 2015 presenta la tercera edición de los premios Neox Fan Awards junto a Miki Nadal en Neox. En noviembre de 2016 la cadena catalana TV3 hizo público que sería la presentadora de la cuarta edición del programa Oh Happy Day, la cual empezó a emitirse el 14 de enero de 2017. El verano de 2017 volvió a colaborar en Me resbala, participando como cómica en tres programas de la última temporada.
Anna Simon, junto a Cristina Pedroche, participaron el 23 de febrero de 2018 a Tu cara me suena para imitar a Aitana y Ana Guerra de Operación triunfo. A partir de mayo de 2018 y hasta julio de ese mismo año, Anna Simon colaboró en La noche de Rober, de Antena 3. En abril de 2019 se estrenó el programa Persona infiltrada en TV3, presentado por Anna Simon. Se trata de un reality concurso en el que una personalidad catalana conocida pasa un día entero con una familia anónima con el objetivo de descubrir qué miembro de la familia no es realmente de la familia (la persona infiltrada).
En 2020 no renovó el contrato de exclusividad con Atresmedia, por lo que pasó a estar contrata por la productora (Globomedia). Aun así, presentó Zapeando en el mes de julio y colaboró durante los meses de septiembre y octubre de 2020.
En noviembre de 2020 dejó de aparecer en Zapeando, lo que daba por hecho que Simon ya no sigue formando parte del programa, por la incompatibilidad de horarios, ya que se encontraba grabando otro programa en TV3. 
En junio de 2023 se anunció un nuevo proyecto de TV3, un programa de reality rural llamado El Tros, copresentado con Marina Pifarré y Miquel Montoro.

## Vida personal
Tras anunciar por sorpresa que estaba embarazada de su primer hijo en febrero de 2022, el 29 de abril de 2022 se convirtió en madre de una niña llamada Aina.

## Televisión

### Programas de televisión
| Programas de televisión  | Programas de televisión                            | Programas de televisión | Programas de televisión    |
| Año                      | Título                                             | Cadena                  | Notas                      |
| ------------------------ | -------------------------------------------------- | ----------------------- | -------------------------- |
| 2005                     | Doble T                                            | Teletaxi TV             | Colaboradora               |
| 2008                     | Estas no son las noticias                          | Cuatro                  | Colaboradora               |
| 2009                     | Los mejores años de nuestra vida canción a canción | TVE                     | Copresentadora             |
| 2009                     | Tú sí que vales                                    | Telecinco               | Colaboradora               |
| 2010                     | La jaula                                           | Antena 3                | Presentadora               |
| 2010 - 2011              | Tonterías las justas                               | Cuatro                  | Colaboradora               |
| 2011                     | Feliz Año Neox 2011                                | Neox                    | Presentadora               |
| 2011 - 2012              | Otra movida                                        | Neox                    | Presentadora               |
| 2012                     | Adiós, 2012, adiós                                 | Antena 3                | Presentadora               |
| 2012                     | Feliz Año Neox 2012                                | Neox                    | Presentadora               |
| 2012 - 2013              | Tu cara me suena                                   | Antena 3                | Concursante                |
| 2012 - 2016              | El hormiguero                                      | Antena 3                | Colaboradora               |
| 2013                     | Campanadas Fin de Año 2013                         | Antena 3                | Presentadora               |
| 2013                     | Adiós 2013, adiós                                  | Antena 3                | Presentadora               |
| 2013                     | Así nos va                                         | La Sexta                | Presentadora               |
| 2013                     | Por arte de magia                                  | Antena 3                | Presentadora               |
| 2013 - 2015              | Neox Fan Awards                                    | Neox                    | Presentadora               |
| 2013 - 2015; 2017 - 2018 | Me resbala                                         | Antena 3                | Concursante                |
| 2014 - 2020              | Zapeando                                           | La Sexta                | Colaboradora/ Presentadora |
| 2014                     | Campanadas Fin de Año 2014                         | Antena 3                | Presentadora               |
| 2014                     | Tu cara me suena mini                              | Antena 3                | Concursante                |
| 2015                     | Gala de Carnaval de Santa Cruz de Tenerife         | Nova                    | Presentadora               |
| 2017                     | Oh Happy Day                                       | TV3                     | Presentadora               |
| 2018                     | La noche de Rober                                  | Antena 3                | Colaboradora               |
| 2019                     | Persona infiltrada                                 | TV3                     | Presentadora               |
| 2021                     | Nadie al volante                                   | #0                      | Invitada                   |
| 2021                     | Lloguer a primera vista                            | TV3                     | Presentadora               |
| 2024                     | El Tros                                            | TV3                     | Presentadora               |
| 2025                     | Martínez y Hermanos                                | Cuatro                  | Invitada                   |

### Series de televisión
| Series de televisión | Series de televisión | Series de televisión | Series de televisión |
| Año                  | Título               | Personaje            | Notas                |
| -------------------- | -------------------- | -------------------- | -------------------- |
| 2010                 | Muchachada Nui       | Escarlata            | 1 episodio           |
| 2013                 | Fenómenos            | Rebeca Marcos        | 1 episodio           |
| 2014                 | Sanjay y Craig       | Belle Pepper (voz)   | 60 episodios         |

### Cine
| Películas | Películas                       | Películas    | Películas        |
| Año       | Título                          | Personaje    | Notas            |
| --------- | ------------------------------- | ------------ | ---------------- |
| 2014      | Torrente 5: Operación Eurovegas | Paqui        | Papel secundario |
| 2016      | Cuerpo de élite                 | Presentadora | Papel menor      |

## Publicidad
- 2011: Fue portada de la revista FHM, donde apareció vestida como la teniente Anya Stroud de la saga de videojuegos Gears of War, con motivo de la salida de la tercera entrega de la franquicia.
- 2012: Varios spots para Wii.
- 2012-2018: Cuñas publicitarias en El hormiguero.
- 2013: Mermelada Hero junto a Paula Vázquez.
- 2013: Rebajas de verano, El Corte Inglés.
- 2013: Cerveza Estrella Galicia.
- 2014: Embutidos ElPozo.
- 2014: 15.º aniversario de Media Markt junto a Dani Mateo.
- 2015: Cuñas publicitarias en Zapeando y El hormiguero
- 2018: Aquarius.
- 2021: Chocolate Nocilla.

## Premios
- 2010: Tonterías las justas, Nominado al mejor programa de humor de televisión.
- 2011: FHM, Nominada y ganadora del galardón de la mujer más sexy del mundo.
- 2012: Neox Fan Awards, Nominada a mejor presentadora de televisión.
- 2013: Neox Fan Awards, Nominada y ganadora a mejor cuerpazo.
- 2013: Neox Fan Awards, Nominada a mejor presentadora de televisión.
- 2016: Cosmopolitan, Ganadora a mejor presentadora de televisión.
- 2017: Antena De Plata, uno de los premios más reconocidos de la televisión.